# Grande Rio Kei
O Grande Rio Kei, também referido simplesmente como Rio Kei,  é um rio da África do Sul.